# Lý Văn Lâm (phường)
Lý Văn Lâm là một phường thuộc tỉnh Cà Mau, Việt Nam.

## Địa lý
Phường Lý Văn Lâm có vị trí địa lý:
- Phía đông giáp các phương An Xuyên, Hòa Thành, Tân Thành
- Phía tây giáp xã Khánh An và xã Khánh Bình
- Phía nam giáp xã Lương Thế Trân
- Phía bắc giáp xã Hồ Thị Kỷ.

Phường Lý Văn Lâm có diện tích 45,42 km², dân số năm 2024 là 50.684 người, mật độ dân số đạt 1.115 người/km².

## Lịch sử
Sau năm 1975, Phường 8 thuộc thị xã Cà Mau và xã Lý Văn Lâm thuộc huyện Châu Thành, tỉnh Cà Mau.
Ngày 20 tháng 9 năm 1975, Bộ Chính trị ban hành Nghị quyết số 245-NQ/TW về việc hợp nhất tỉnh Bạc Liêu, tỉnh Cà Mau và 2 huyện An Biên, Vĩnh Thuận (ngoại trừ 2 xã Đông Yên và Tây Yên) của tỉnh Rạch Giá thành một tỉnh mới, tên gọi tỉnh mới cùng với nơi đặt tỉnh lỵ sẽ do địa phương đề nghị lên.
Ngày 20 tháng 12 năm 1975, Bộ Chính trị ban hành Nghị quyết số 19/NQ về việc hợp nhất tỉnh Bạc Liêu và tỉnh Cà Mau thành một tỉnh mới, tên gọi tỉnh mới cùng với nơi đặt tỉnh lỵ sẽ do địa phương đề nghị lên.
Ngày 24 tháng 2 năm 1976, Chính phủ Cách mạng Lâm thời Cộng hòa miền Nam Việt Nam ban hành Nghị định số 3/NQ/1976 về việc hợp nhất tỉnh Bạc Liêu và tỉnh Cà Mau thành một tỉnh mới, lấy tên là tỉnh Bạc Liêu – Cà Mau. Khi đó, Phường 8 thuộc thị xã Cà Mau và xã Lý Văn Lâm thuộc huyện Châu Thành, tỉnh Cà Mau – Bạc Liêu.
Ngày 10 tháng 3 năm 1976, Chính phủ ban hành Nghị quyết về việc thành lập tỉnh Minh Hải trên cơ sở đổi tên tỉnh Bạc Liêu – Cà Mau. Khi đó, Phường 8 thuộc thị xã Cà Mau và xã Lý Văn Lâm thuộc huyện Châu Thành, tỉnh Minh Hải.
Ngày 11 tháng 7 năm 1977, Hội đồng Chính phủ ban hành Quyết định số 181-CP về việc sáp nhập xã Lý Văn Lâm thuộc huyện Châu Thành mới giải thể vào huyện Trần Thời.
Ngày 29 tháng 12 năm 1978, Hội đồng Chính phủ ban hành Quyết định số 326-CP về việc chuyển xã Lý Văn Lâm thuộc huyện Trần Thời về huyện Cà Mau mới thành lập quản lý.
Ngày 25 tháng 7 năm 1979, Hội đồng Chính phủ ban hành Quyết định số 275-CP về việc xác định địa giới của xã Lý Văn Lâm như sau:
- Phía bắc giáp sông Tắc Thủ (xã Tân Lợi)
- Phía đông giáp thị xã Cà Mau
- Phía tây giáp huyện Trần Thời
- Phía nam giáp xã Thạnh Phú.

Ngày 30 tháng 8 năm 1983, Hội đồng Bộ trưởng ban hành Quyết định số 94-HĐBT về việc:
- Sáp nhập ấp Chánh của xã Thạnh Trung thuộc huyện Cà Mau mới giải thể vào Phường 8.
- Sáp nhập xã Lý Văn Lâm của huyện Cà Mau mới giải thể vào thị xã Cà Mau.
- Sáp nhập 1/3 ấp Sở Tại của xã Thạnh Phú (huyện Cà Mau) vào xã Lý Văn Lâm.
- Sáp nhập 1/3 ấp ông Muộng của xã Lý Văn Lâm thuộc thị xã Cà Mau vào xã Thạch Phú của huyện Cái Nước.

Ngày 14 tháng 2 năm 1987, Hội đồng Bộ trưởng ban hành Quyết định số 33B-HĐBT về việc tách 950 hécta đất với 2.500 nhân khẩu của Phường 8 để sáp nhập vào xã Lý Văn Lâm.
Sau khi phân vạch, điều chỉnh địa giới hành chính:
- Phường 8 có 796 hécta đất và 6.565 nhân khẩu.
- Xã Lý Văn Lâm có 1.715 hécta đất và 5.972 nhân khẩu.

Ngày 6 tháng 11 năm 1996, Quốc hội ban hành Nghị quyết về việc chia tỉnh Minh Hải thành tỉnh Bạc Liêu và tỉnh Cà Mau. Khi đó, xã Lý Văn Lâm thuộc thị xã Cà Mau, tỉnh Cà Mau.
Ngày 14 tháng 4 năm 1999, Chính phủ ban hành Nghị định số 21/1999/NĐ-CP về việc thành lập thành phố Cà Mau thuộc tỉnh Cà Mau. Phường 8 và xã Lý Văn Lâm trực thuộc thành phố Cà Mau.
Tính đến ngày 31/12/2024:
- Phường 8 có 8 khóm: 1, 2, 3, 4, 5, 6, 7, 8.
- Xã Lý Văn Lâm có 8 ấp: Bào Sơn, Bà Điều, Chánh, Lung Dừa, Ông Muộn, Tân Hưng, Thạnh Điền, Xóm Lớn.

Ngày 12 tháng 6 năm 2025, Quốc hội ban hành Nghị quyết số 202/2025/QH15 về việc sắp xếp đơn vị hành chính cấp tỉnh (nghị quyết có hiệu lực từ ngày 12 tháng 6 năm 2025). Theo đó, sáp nhập tỉnh Bạc Liêu vào tỉnh Cà Mau.
Ngày 16 tháng 6 năm 2025, Ủy ban Thường vụ Quốc hội ban hành Nghị quyết số 1655/NQ-UBTVQH15 về việc sắp xếp các đơn vị hành chính cấp xã của tỉnh Cà Mau năm 2025 (nghị quyết có hiệu lực từ ngày 16 tháng 6 năm 2025). Theo đó, thành lập phường Lý Văn Lâm thuộc tỉnh Cà Mau trên cơ sở nhập toàn bộ 9,8 km² diện tích tự nhiên, quy mô dân số là 27.578 người của Phường 8 thuộc thành phố Cà Mau; toàn bộ 24,2 km² diện tích tự nhiên, quy mô dân số là 19.482 người của xã Lý Văn Lâm thuộc thành phố Cà Mau và điều chỉnh 11,42 km² diện tích tự nhiên, quy mô dân số 3.624 người của xã Lợi An thuộc huyện Trần Văn Thời.
Phường Lý Văn Lâm có 45,42 km² diện tích tự nhiên và quy mô dân số là 50.684 người.

## Kinh tế
Đây là một xã nông nghiệp, cư dân sinh sống chủ yếu bằng nghề nuôi trồng thủy sản, chủ yếu làm tôm sú, tôm càng xanh.